# Rover serie 400
La Rover serie 400 è un'autovettura prodotta dal 1990 al 2005 dal Gruppo Rover.
Derivata dalla Honda Civic quarta serie, è a sua volta, la variante a 3 volumi e station wagon della Serie 200.

## Prima serie (1990-1995)
La serie 400 viene lanciata come berlina a 4 porte nell'aprile del 1990, e si tratta della versione con la coda della Rover serie 200 hatchback lanciata solo un anno prima: il progetto per la realizzazione della vettura prese il nome di R8, e fu prodotta insieme alla sorella, nello stabilimento di Longbridge (periferia di Birmingham). La struttura interna della carrozzeria e i componenti meccanici sono Honda, tranne la coda, i fanali posteriori e la scocca, che sono di produzione inglese; la Honda infatti disegnò insieme al Gruppo Rover sia la 400, sia la stessa versione della Concerto (venduta in Europa). La Rover sviluppò da sé una versione station wagon (Estate) che fu nominata Rover 400 Tourer, introdotta nel 1994 e che rimase in produzione fino 1998.

### Gamma e motori
Prima vettura, insieme alla Serie 200, a montare i nuovi motori Rover Serie K (montati poi anche sull'utilitaria Rover Serie 100), la Serie 400 fu composta, inizialmente, dai seguenti propulsori a benzina:
- 1.4 L (Bialbero,16 valvole)
- 1.6 L Honda (D16A6, D16Z2 SOHC, D16A8 DOHC)
- 2.0 L Serie M (usata nella Rover Serie 800 nel 1991) nelle versioni di punta

Tutti i motori Rover montano cambi di derivazione Peugeot e Honda (Peugeot/Rover R65 usato sulla 1.4), e PG1 (sulla 1.6 e 2.0); le Rover 420 GSI turbo e GSI Sport turbo furono costruite in edizione limitata con il motore Rover Serie T sovralimentato. Erano disponibili anche due motori Diesel a iniezione indiretta del Gruppo PSA, ovvero il 1.9 XUD9 in versione si aspirata (68 Cv) che sovralimentata con turbocompressore (90Cv): questi due motori andarono a rimpiazzare il Bosch HPVE iniezione diretta, a controllo non elettronico Rover MDI/Perkins Prima usato nelle Austin Maestro e Montego (vettura che andava a rimpiazzare) e ormai considerato troppo obsoleto, nonostante (proprio grazie all'iniezione diretta) consumasse meno gasolio.

### Restyling

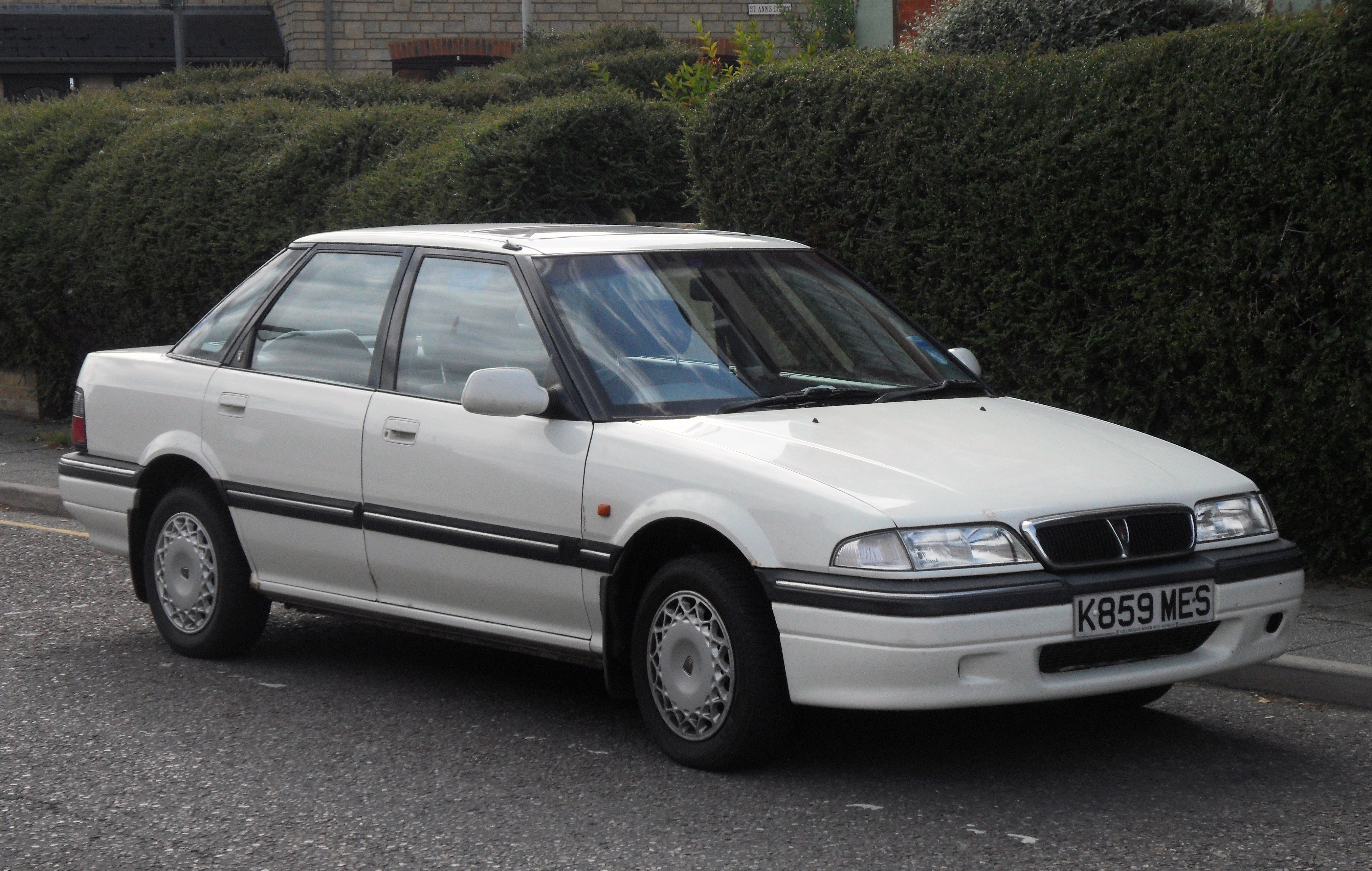
Una Rover 414 SLi post-facelift (1993)

A fine 1992 fu sottoposta ad un facelift (applicato contemporaneamente anche sulla Serie 200) che vedeva l'introduzione dei fanali posteriori fumé e della griglia frontale già presente sulla Serie 800; questo non cambiò radicalmente la vettura che rimaneva la stessa, ma contribuì ad distaccarne la somiglianza con la sorella nipponica e a renderla come una vera Rover.
La vettura fu sostituita nel 1993 dalla Rover 600, e nel 1995 debuttò la nuova Serie 400 (che in realtà si inserisce più nella fascia di mercato della precedente Serie 200); nel 1999 la nuova Serie 400 si evolve cambiando nome in Rover 45.

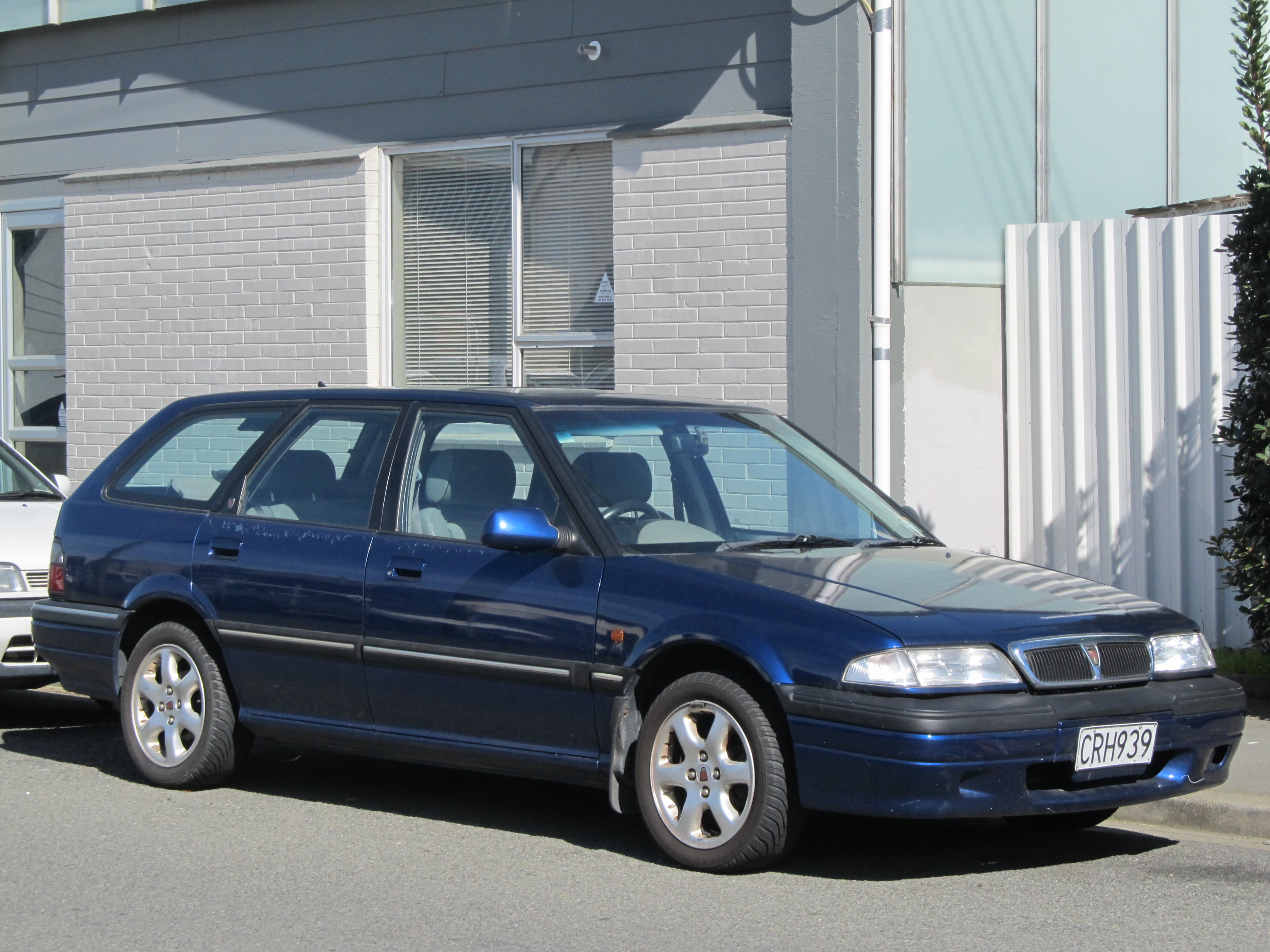
La versione station wagon, la 400 Tourer

La Serie 400 uscì dai listini nel 1995 (in contemporanea con la Serie 200), ma la versione station wagon (che non era disponibile né sulla Serie 600 né sulla nuova Serie 400) rimase in vendita fino al 1998 comparendo nelle brochure con il nome di Rover Tourer, come fosse un modello Rover separato; la stessa cosa accadde con la versione Coupé della Serie 200, che fino al 1998 fu commercializzata con il nome Rover Coupé.

## Seconda serie (1995-2005)

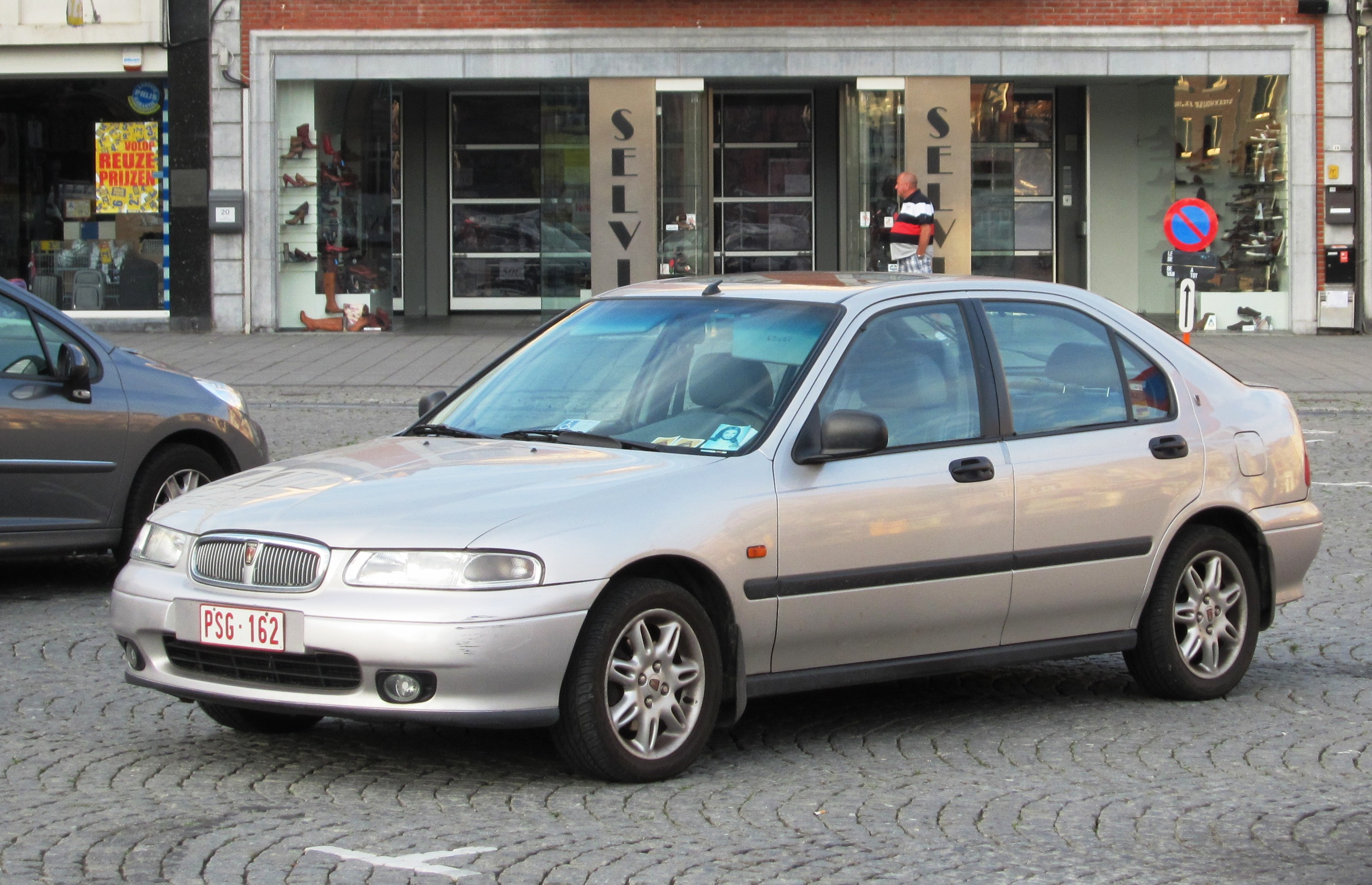
Rover seconda serie versione 4 porte

La nuova Serie 400 venne lanciata ufficialmente il 29 marzo 1995.
La carrozzeria era inizialmente disponibile solo nella versione a 5 porte con portellone posteriore, ma a un anno dal lancio debuttò anche la versione a 4 porte, riconoscibile per il posteriore ridisegnato e dotato di un nuovo gruppo ottico posteriore e più lunga di una ventina di centimetri.
La gamma era la seguente:
- 414i 5 porte
- 414i 16V 4 porte
- 414i 16V 5 porte
- 414 16V 4 porte Si Clima
- 414 16V 5 porte Si Clima
- 416 16V 4 porte Si Comfort
- 416 16V 5 porte Si Comfort
- 420 TD 5 porte Clima
- 420 TD 4 porte Di Clima
- 420 TD 4 porte SDi Comfort

### Restyling: laRover 45

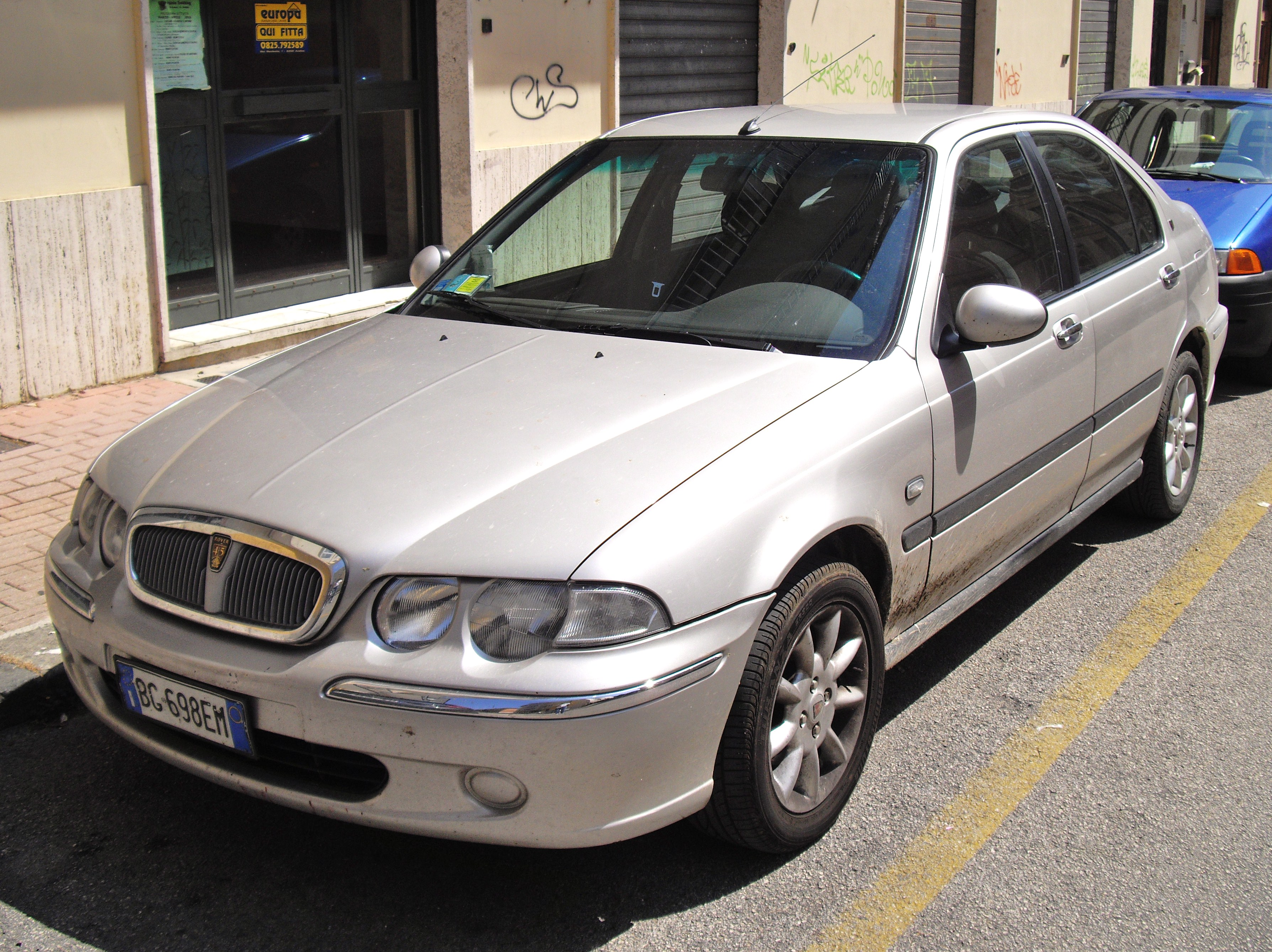
La Rover 45, restyling della Serie 400

Nel 1999 un restyling diede vita alla Rover 45. La 45 viene presentata al Salone dell'automobile di Londra del 1999 insieme alla Rover 25, con la quale condivide il family style della nuova Rover 75 caratterizzato dalla nuova griglia con radiatore e dal frontale a quattro fari. L'esterno è arricchito da cromature sui paraurti e sulle maniglie delle porte e da nuovi specchi retrovisori di forma aerodinamica verniciati in tinta con la carrozzeria oppure cromati per le versioni più eleganti.
La Rover 45 è stata proposta in due tipi di carrozzeria (4 e 5 porte) e in tre allestimenti:
- La versione base è la "Classic" con cerchi in acciaio, vetri elettrici anteriori, chiusura centralizzata con telecomando e sedili in tessuto.
- La versione "Club" dispone di serie di ruote in lega da 15" con dadi antifurto, sedili in velluto regolabili in altezza per il guidatore, alzacristalli elettrici posteriori, climatizzatore manuale, autoradio a cassette Philips e impianto audio a quattro altoparlanti più due tweeters, specchietti retrovisori regolabili elettricamente riscaldati e consolle centrale con bracciolo appoggiagomito.
- La versione "Connoisseur" è la più esclusiva. Ha gli specchietti esterni cromati ed è equipaggiata con sedili in pelle riscaldati, pomello del cambio e corona del volante rivestiti in pelle, fendinebbia anteriori, lavafari, lettore cambia cd nel bagagliaio con comandi audio al volante e le ruote in lega sono da 16".

Le motorizzazioni disponibili per la Rover 45 sono quattro: 
- un 1400 16 valvole con 103 CV
- un 1600 16 valvole con 111 CV
- un 1800 16 valvole con 121 CV
- un 2000 Turbo Diesel da 101 CV

Tutte le motorizzazioni sono disponibili con cambio manuale a 5 marce ed inoltre la sola versione 1800 ha disponibile un cambio automatico sequenziale "Steptronic".
Nel 2000 verrà introdotta anche una versione 2500 a 6 cilindri con lo stesso motore V6 della Rover 75 ed il cambio automatico sequenziale.

### Restyling 2004

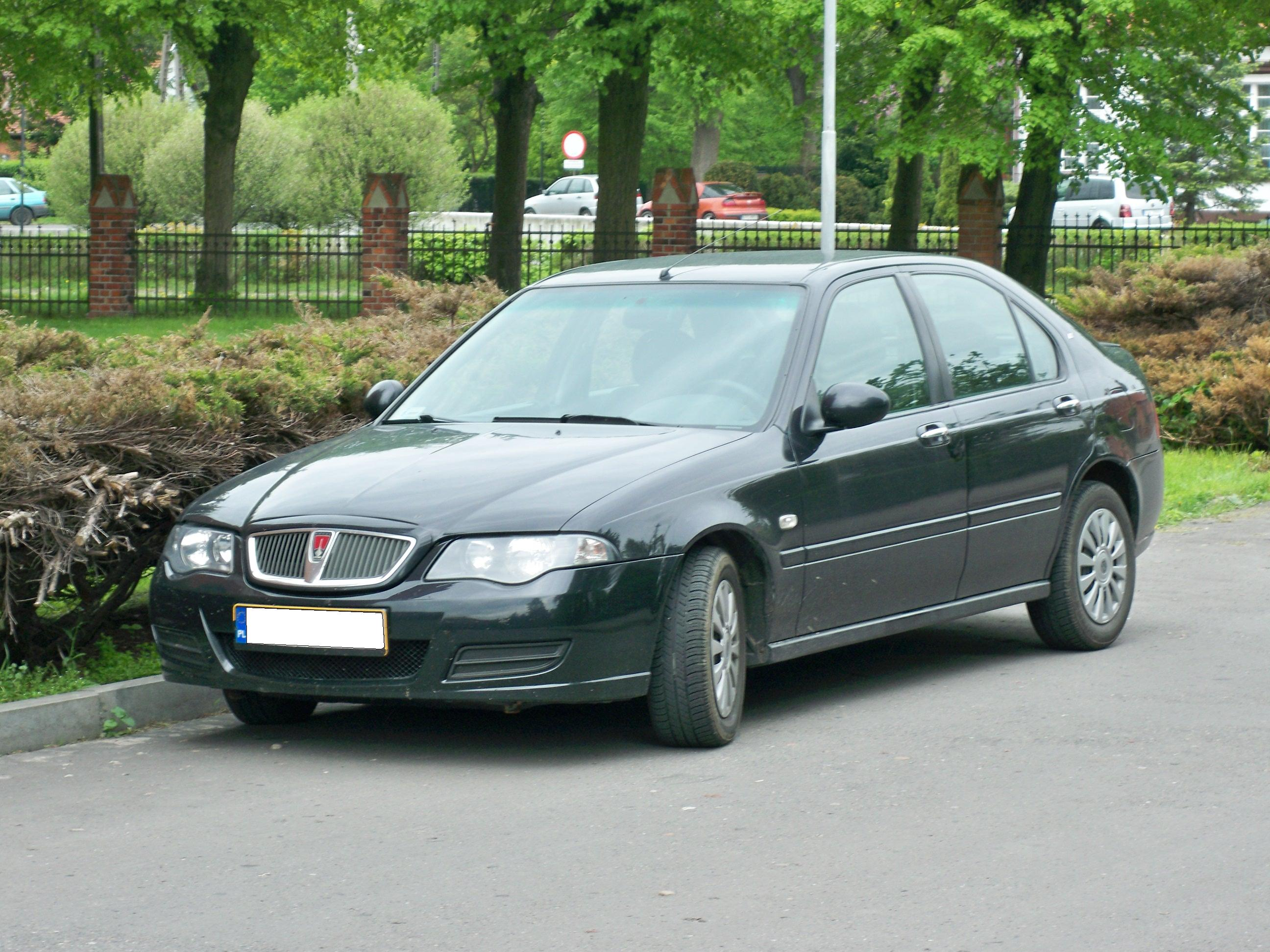
Una Rover 45 successiva al facelift del 2004

Nel 2004 la Rover 45 subisce un facelift con nuovi paraurti anteriori e posteriori, la targa posteriore viene posizionata in basso nel paraurti, i doppi fari anteriori circolari sono incorporati in una sola lente e le modanature esterne non sono più cromate ma verniciate in tinta con la carrozzeria e la griglia del radiatore ha un design meno classico ma più moderno.
All'interno dell'abitacolo spiccano il nuovo cruscotto con bocchette di aerazione circolari ed il nuovo climatizzatore automatico.
Rimane in produzione fino all'aprile del 2005, quando il Gruppo MG Rover con sede a Longbridge chiude i battenti per fallimento, dopo aver con difficoltà sopravvissuto i cinque anni dall'abbandono a sé stessa da parte dei precedenti proprietari della BMW.
La produzione totale è stata di 469 885 Rover 400, 147 457 Rover 45 e 27 540 MG ZS.

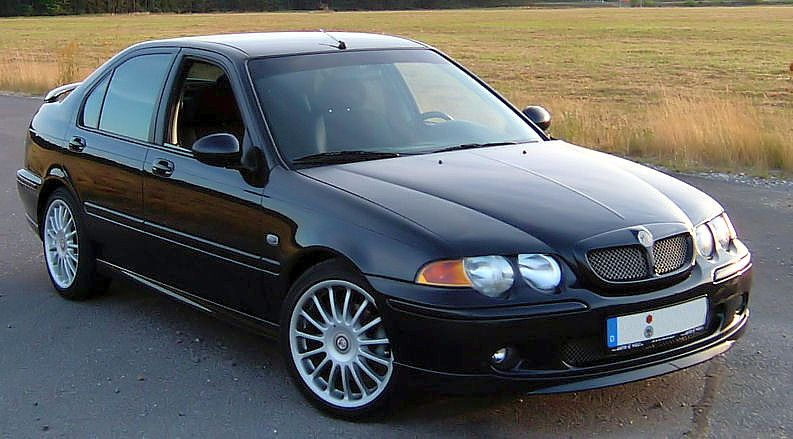
Una MG ZS 180 del 2003

### MG ZS
Come per le sorelle 25 e 75, nel 2002 viene introdotta una versione sportiva marchiata MG chiamata MG ZS proposta con look sportivo (minigonne, spoiler anteriore e posteriore, pneumatici ribassati da 17" sedili sportivi avvolgenti) disponibile con carrozzeria 4 e 5 porte e con motori 1800 benzina da 120 CV, 2500 V6 da 180 CV e 2000 turbodiesel da 121 CV.